# Лен (гірнича міра)
Лен (нім. Lehen) — давня німецька гірнича міра, яка дорівнювала приблизно 11,9 м, квадратний лен — близько 141,6 м2. Ця ж міра використовувалася й у феодальному володінні землею.
Наводимо уривок з праці Георга Агріколи De Re Metallica (1556 р.), який саме присвячений опису гірничих мір «лена» і «лахтера» та їх співвіднесення в часи пізнього Середньовіччя:
| З множення лахтера виходять один, два, три або більше ленів, причому один такий погонний лен дорівнює 7 лахтерам . ... подвійний квадратний лен або так званий "вер", що має в довжину 14, а в ширину 7 лахтерів, з перемноження цих чисел складе 98 квадратних лахтерів. У колишні часи рудникова ділянка головної копальні становила 3 подвійних квадратних лена та ще один ординарний квадратний лен, маючи 49 лахтерів у довжину й 7 лахтерів завширшки; з перемноження цих чисел виходило 343 квадратних лахтера, що й становило в давнину площу рудникової ділянки так званої головної копальні. Будь-яка інша рудникова ділянка (простий відвід) мала у давнину форму й площу простого лена, нараховуючи 7 лахтерів у довжину і стільки ж лахтерів у ширину, утворюючи таким чином квадрат. |